# Феррі Ротінсулу
Феррі Ротінсулу (індонез. Ferry Rotinsulu; 28 грудня 1982, Палу) — індонезійський футболіст, який грав на позиції воротаря. Відомий за виступами в низці індонезійських клубів, найбільше в клубі «Шривіджая», та в складі збірної Індонезії.

## Клубна кар'єра
Феррі Ротінсулу розпочав займатися футболом у клубі «Персіджатім Соло», який пізніше отримав назву «Шривіджая». У професійному футболі Феррі дебютував у 2001 році в клубі «Персіпал Палу», в якому грав до 2003 році. У 2003 році футболіст повернувся до клубу «Шривіджая», де швидко став одним із гравців основи, та грав у якому до 2013 року. У складі команди Феррі став чемпіоном Індонезії, а також володарем Кубка Індонезії та Суперкубка Індонезії. У 2013—2014 роках Феррі Ротінсулу грав у складі команди «Бхаянгкара», після чого завершив виступи на футбольних полях. У 2019 році Феррі став тренером воротарів у клубі «Шривіджая».

## Виступи за збірні
У 2005—2006 роках Феррі Ротінсулу залучався до складу молодіжної збірної Індонезії, у складі фактично олімпійської збірної брав участь у футбольному турнірі Азійських ігор. У 2007—2011 роках Феррі грав у складі національної збірної Індонезії, у її складі брав участь у фінальному турнірі Кубок Азії 2007 року. Загалом у складі першої збірної Феррі провів 8 матчів.

## Титули і досягнення
- Чемпіон Індонезії: 2011—2012
- Володар Кубка Індонезії: 2007–08, 2008–09, 2010
- Володар Суперкубка Індонезії: 2010